# عبد المنعم أحمد غلوش
النقيب عبد المنعم أحمد غلوش (1937 - 2006) هو عسكري مصري، قاد مجموعة 39 قتال، التي تسببت بخسراء داخل الجيش الإسرائيلي، إبان حرب أكتوبر وحرب الاستنزاف.

## حياته ونشأته
ولد بالقاهرة سنة 1937، وبعد تخرجه من الجامعة، تقدم غلوش للكلية البحرية المصرية سنة 1959/1960، اختيار بعدها في 10 ديسمبر 1960 للصاعقة البحرية.
وفور تاْهلة اختارة النقيب بحرى إسلام توفيق قاسم، ليكون ضمن فريقته، التي وقع عليها السفر والحرب في اليمن، عام 1962، سافر مرة ثانية عام 1965الى أن عاد في عام 1966.
تمتع غلوش بجسم رياضى مثل ألعاب القوي وكمال الأجسام، وأبلى بلاء حسنا في حروبه، رقى خلالها من العريف إلى الرقيب أول وذلك لاشتراكه في كثير من العمليات خلال حرب اليمن.
أسند إليه قيادة سرية المتطوعين الجدد، التي دخلت كتيبة الصاعقة عام 1966، وكان قائدها النقيب بحرى إسلام توفيق قاسم والذي اختاره دائما في أي عمل يسند إليه وذلك لثقته بغلوش.
والبطل كان يربطه علاقة جيدة وقوية مع افراد كتيبته وخاصة اخيه الأكبر اللواء إسلام توفيق قاسم إلى وفاته.
وقد انتهت خدمته العسكرية حسب القرار الطبى في 1/3/1993.

## حرب 1967
بعد حرب 1967، الذي أذق فيها الجيش المصري خسرة من الجيش الإسرائيلي، أختار غلوش مع سرية الملازم أول بحرى وسام عباس حافظ، والملازم أول بحرىماجد محمد ناشد والصف ضباط مساعدمحمود على الجيزى والمساعد إبراهيم السيد البيجاوى.
وقام إسلام بتنفيذ برنامج حرب للسرية قيادتة، وفي ذلك الوقت استدعى غلوش مع إسلام إلى الإدارة لامر مهم.
تقابلا غلوش مع إبراهيم الرفاعي وكان إسلام يعرفة من قبل بحكم جيران في مصر الجديدة.
أسند اليهم مهمة قتالية غاية من الخطورة وهي عبور قناة السويس إلى الضفة الشرقية للاستيلاء على أحد الصواريخ من العدو، بعد شهور قليلة من نكسة يونيو 1967، وبدلا من الإستيلاء على صاروخ واحد، استيلاء علي ثلاث صوارخ «أرض - أرض»، بعد فصل الدائر الكهربائية عن البطارية كلها.
وكان غلوش مع الرفاعي وإسلام أول من عبرو قناة السويس وقامو بتنفيذ أول عملية استيلاء على الجبهة في القوات المسلحة.
وقد كرمة الرئيس جمال عبد الناصر بمنحة ترقية استثنائية من الرقيب أول إلى المساعد.

## المجموعة 39 قتال
عاد غلوش وإسلام إلى الوحدة لتكملة برنامج السرية، وكانت القيادة تستدعى عناصر من هذه السرية، لتنفيذ مهمة قتالية على الجبهة، وتعود مرة ثانية إلى الإسكندرية. وفي مطلع عام 1969 التحق مع الفصيلة لتكون النواة الأولى في تكوين المجموعة 39 قتال.
وكان غلوش قاسم مشترك مع الرفاعى وإسلام في جميع عمليات المجموعة 39 قتال وكان غلوش وهنيدى مهدى مكلفين بالتناوب بعبور القناة بجوار  إبراهيم الرفاعى وعصام الدالي لانهم لا يجيدون السباحة جيدا وغلوش له مواقف كثيرة مع  الرفاعى يكفى ان غلوش لم يفارقه ولا مرة سواء في عبور القناة سباحه أو في القارب المخصص لنقلهم من الضفة الغربية إلى الشرقية أو حتى في مجموعات الاقتحام فكان معه كظله وذلك لثقة  الرفاعي في غلوش.
وفي نهاية حرب أكتوبر 1973  عاد غلوش إلى وحدته الاصلية بكتيبة الصاعقة البحرية بعد أن قام بتنفيذ كل عمليات المجموعة 39 قتال سواء في حرب الاستنزاف وحرب أكتوبر 1973.

## أوسمة وجوائز
من خلال أعماله البطولية في حرب اليمن وحرب الاستنزاف وحرب أكتوبر كرم بالآتي:-
1. رقى غلوش خلال حرب اليمن من العريف إلى الرقيب أول من عام 62 إلى 66 من الرئيس جمال عبد الناصر.
2. وفي حرب الاستنزاف وحرب أكتوبر:.

- منح نوط الجمهورية العسكري من الطبقة الثانية من جمال عبد الناصر.
- نوط الشجاعة العسكري من الراحل الرئيس جمال عبد الناصر.
- نوط الشجاعة العسكري مرة ثانية من الرئيس الراحل أنور السادات.
- ترقية استثنائية من المساعد أول إلى الملازم من الرئيس أنور السادات.
- نوط الجمهورية العسكري من الطبقة الأولى من الرئيس أنور السادات.
- نوط الواجب العسكري.
- ميدالية 6 أكتوبر 1973.
- نوط التدريب.